# Litiopa
Litiopa là một chi ốc biển, là động vật thân mềm chân bụng sống ở biển trong họ Litiopidae.

## Các loài
Các loài trong chi Litiopa gồm có:
- Litiopa melanostoma (Rang, 1829)[2]
- Litiopa nipponica Kuroda & Kawamoto, 1956
- Litiopa tumescens (Thiele, 1925)

Các loài đồng nghĩa
- Litiopa bucciniformis Hornung & Mermod, 1926: synonym of Bittium proteum (Jousseaume, 1931)
- Litiopa effusa C. B. Adams, 1850: synonym of Monoplex pilearis (Linnaeus, 1758)
- Litiopa obesa C. B. Adams, 1850: synonym of Gutturnium muricinum (Röding, 1798)
- Litiopa saxicola C. B. Adams, 1852: synonym of Elachisina saxicola (C. B. Adams, 1852)